# 탈양성자화

수산화 이온에 의한 아세트산의 탈양성자화

탈양성자화(Deprotonation)는 산-염기 반응 에서 브뢴스테드-로우리 산 으로부터 양성자 ( 수소 양이온, H +)를 제거(이동)하는 것이다. 생성된 화학종은 해당 산의 짝염기이다. 반대로, Brønsted-Lowry 염기에 양성자가 추가(이전)될 때는 양성자화라고 하며, 생성된 종은 해당 염기의 짝산이다.
양성자를 받을 수 있거나, 줄 수 있는 화학종을 양쪽성이라 한다. 예를 들어, H2O(물) 분자가 있는데, 이 분자는 하이드로늄 이온(=H3O+)를 형성하기 위해 양성자를 얻거나, 양성자를 내줘서 수산화 이온(=OH−)를 남길 수 있다.
양성자를 내주는 분자의 상대적 능력은 pKa 값으로 측정된다. 낮은 pKa 값은 화합물이 산성이며 양성자를 염기에게 쉽게 내준다는 것을 나타낸다. 화합물의 pKa는 많은 요인들에 의해 결정되지만, 가장 중요한 것은 짝염기의 안정성이다. 이것은 주로 음전하를 안정화시키기 위한 짝염기의 능력(또는 무능력)에 의해 결정된다. 짝염기의 음전하를 분배하는 능력을 평가하는 가장 중요한 방법 중 하나는 공명구조를 이용하는 것이다. 분자내의 전자끄는기(EWG-전하 분포를 감소시킴으로써 안정하게 함) 또는 전자주는기(EDG-전하 분포를 증가시킴으로써 분자를 불안정화시킬 수 있음)도 pKa를 결정한다. 사용되는 용매 또한 짝염기에서 음전하의 안정화를 도울 수 있다.
탈양성자화에 사용되는 염기는 화합물의 pKa 에 따라 달라진다. 화합물이 특별히 산성이 아닐 때, 즉, 분자가 양성자를 쉽게 포기하지 않을 때, 일반적으로 알려진 수산화물보다 강한 염기가 필요하다. Hydrides은 다양한 강력한 탈양성자제 중 하나이다.  일반적으로 사용되는 수소화물에는 수소화 나트륨과 potassium hydride이 있다. 이 수소화물은 다른 분자에서 나온 양성자와 함께 수소 기체(H2)를 형성한다. 수소는 공기중의 산소와 점화될 수 있으므로 위험하기에, 화학절차는 비활성 대기 환경(e.g., nitrogen)에서 수행되어야 한다.
탈양성자화는 화학반응에서 중요한 단계가 될 수 있다. 산/염기 반응은 반응의 생성물을 결정할 수 있는 다른 단계보다 일반적으로 더 빠르게 발생한다.  짝염기는 이전의 분자보다 전가가 풍부해 분자의 반응성을 바꿀 수 있다. 예를 들어 알코올을 탈양성자는 음전하의 알콕사이드를 형성하는데, 훨씬 강력한 친핵체이다.